# Philibert Genetet
Pour les articles homonymes, voir Genetet.
Philibert Genetet, né à Chalon-sur-Saône le 21 novembre 1727 et mort 25 octobre 1797 à Saint-Côme-lès-Chalon, est l'un des deux élus du clergé du bailliage de Chalon-sur-Saône aux États généraux. Le 19 juin 1789 il est l'un des membres de cet ordre qui rallie le Tiers-état.

## Biographie

### Le curé de campagne
Philibert Genetet naît dans une famille qui s'est élevée dans l'échelle sociale de l'époque. Son père Claude Joseph, huissier audiencier en la justice, est le fils de Pierre, maître menuisier originaire de Louhans, et de Marguerite Landolphe, et sa mère Jeanne Gauthey est fille du prévôt des marchands de Chalon. Le reste de sa famille paternelle suit la même ascension, son cousin germain Hugues François étant notaire royal à Mâcon, et les enfants de ce dernier donnant un maître-orfèvre, un instituteur et un bibliothécaire du palais de Fontainebleau après la Révolution.
Après des études de théologie, il est nommé en 1751 curé vicaire dans le bailliage de Chalon à la paroisse d'Étrigny, village du flanc occidental de la Montagne mâconnaise, où l'activité vigneronne est importante. Il en est curé en titre en avril 1756. Docteur en théologie, Philibert Genetet reste curé assidu de sa paroisse jusqu'aux élections de 1789 : on est loin de l'image du curé ignare ou incompétent. Il connaît le pays et on voit fréquemment sa signature lors des décès de ses collègues de la Basse vallée de la rivière Grosne, dont la seigneurie ecclésiastique relève pour partie des abbés de l'abbaye de La Ferté à La Ferté-sur-Grosne (Saint-Ambreuil).

### Les élections du diocèse de Chalon
La campagne électorale pour la désignation des représentants du clergé divise celui-ci, pas seulement en Bourgogne, en deux groupes : le bas clergé contre les dignitaires, les petits curés contre les gros bénéficiaires de la dîme. Pour les « petits », Philibert Genetet mène campagne avec François Oudot, curé de Savigny-en-Revermont, aux confins du Jura. Leur adversaire est l'évêque de Chalon-sur-Saône, nommé en 1781, Monseigneur Jean-Baptiste du Chilleau. L'aristocrate Chilleau, et son collègue mâconnais Gabriel François Moreau, sont fréquemment présentés comme des victimes de la Révolution. Ainsi une « histoire de l'église en Bourgogne » note : « bien que les évêques Chilleau et Moreau fussent écartés, le reste des élus du clergé fut composé d'estimables curés ». Les deux évêques reviennent aux commandes de leur église après l'épisode révolutionnaire...
Sur les 308 électeurs théoriques du clergé chalonnais Genetet et Oudot obtiennent 191 voix… L'évêque de Chalon en obtient 89. Victoire indiscutable du bas-clergé. La littérature locale évite de citer les chiffres. Le bas-clergé est révolutionnaire en 1789-1790 et, bien que le rapport de force évolue par la suite, il le demeure fortement après, comme le montrent les chiffres des curés « jureurs » en juin 1791 :
- sur les 159 prêtres de l'arrondissement de Chalon, 72 jurent, c'est-à-dire 45 %[7];
- dans l'arrondissement d'Autun, 55 % des 83 curés sont jureurs;
- dans l'arrondissement de Charolles, 59 % des 172 prêtres sont jureurs;
- dans l'arrondissement de Mâcon, ce sont 78 % des 166 prêtres qui jurent.
- Pour l'ensemble du diocèse de Saône-et-Loire sur 672 prêtres assujettis au serment, 408 sont « jureurs » en 1791, soit 61 % du clergé.

### L'évolution de Genetet
Les événements révolutionnaires font de Genetet un administrateur. Surtout, liés aux problèmes financiers, les biens du Clergé sont sécularisés et le christianisme est remis en cause. Cependant Philibert Genetet garde sa foi, et refuse, contrairement à la majorité de ses pairs, de prêter serment à la Constitution. Il signe les listes pour les droits de l'église. Le 25 octobre 1797, à soixante-dix ans, il meurt à Saint-Cosme-lès-Chalon.

## Sources
- « Philibert Genetet », dans Adolphe Robert et Gaston Cougny, Dictionnaire des parlementaires français, Edgar Bourloton, 1889-1891 [détail de l’édition]